# WWE Main Event
WWE Main Event es un programa de televisión de lucha profesional producido por la WWE que originalmente se transmitió por Ion Television en los Estados Unidos, luego por WWE Network, y ahora se transmite en Hulu Plus todos los jueves por la noche a las 9 p. m. hora del este. Debutó el 3 de octubre de 2012 y finalizó su transmisión nacional el 1 de abril de 2014. 
Después de la transmisión nacional de televisión final, el programa pasó a un formato de transmisión por Internet. El espectáculo presenta luchadores de WWE de cartas de medio a bajo. Debido a un acuerdo con los derechos de sindicación de primera emisión de la emisora británica Sky Sports, los episodios no se emiten por primera vez en WWE Network, sino que se cargan 18 días después de emitirse en el extranjero. El programa se graba antes de las grabaciones de Raw y presenta luchadores de tal marca.

## Producción y dirección
El programa se produce los lunes por la noche, justo antes de la emisión de Raw, y se transmite los jueves por la noche a las 9 p. m., similar al sistema que SmackDown usó antes de su lanzamiento el 19 de julio de 2016. Originalmente se transmitió en vivo, con un ligero retraso de transmisión. El programa también cuenta con segmentos tanto de Raw cómo de SmackDown.
Utiliza el mismo conjunto de HD que Raw con todas las cuerdas de anillo en rojo para representar la marca Raw, excepto en el mes de octubre, cuando la cuerda del medio es rosa, para promover WWE y Susan G. Komen para el cáncer de mama de The Cure campaña de sensibilización.
Los comentaristas de WWE Byron Saxton y  Renee Young son el equipo de transmisión, mientras que Mike Rome es el locutor del ring. 
Del 3 de octubre de 2012 al 22 de enero de 2014, «Diamond Eyes (Boom-Lay Boom-Lay Boom)» de Shinedown sirvió como tema oficial para el evento Principal. Desde el 29 de enero de 2014, «On My Own» de CFO $ ahora sirve como tema musical. Después del Draft 2016 de la WWE, se anunció que Main Event presentaría luchadores exclusivos de la marca SmackDown, convirtiéndolo en el Show «B» oficial de la marca similar a WWE, Velocity. Después de la cancelación de las Superestrellas de WWE, Main Event presentaría luchadores exclusivos de las marcas Raw y 205 Live.
El 28 de noviembre de 2016, los combates para el evento principal de WWE comenzaron a grabar antes de Monday Night Raw. Esto se hizo debido a la cancelación de WWE Superstars y para hacer espacio para el nuevo especial de peso crucero, 205 Live, que se transmite en WWE Network inmediatamente después de SmackDown todos los martes por la noche.
Debido a la pandemia mundial de Covid-19, desde marzo de 2020 Maint Event se transmite sin público asistente desde el WWE Performance Center.

## Transmisiones internacionales
Aparte de la transmisión de WWE Network para los Estados Unidos el show también se transmite en otros países.
| Países de habla hispana | Canal                    | Ref         |
| ----------------------- | ------------------------ | ----------- |
| Latinoamérica           | Fox Sports Latinoamérica | [ 1 ]       |
| País                    | Canal                    | Ref         |
| Australia               | Fox8                     | [ 2 ]       |
| Brazil                  | Esporte Interativo       | [ 3 ]       |
| Canadá                  | Sportsnet 360            | [ 4 ]       |
| Francia                 | AB1                      | [ 5 ]       |
| Indonesia               | MNC Sports 2             | [ 6 ] [ 7 ] |
| Israel                  | TRACE Sport Channel      | [ 8 ]       |
| Malaysia                | Astro SuperSport         | [ 3 ]       |
| New Zealand             | the BOX                  | [ 9 ]       |
| Philippines             | Fox Channel Asia         | [ 9 ]       |

Problema con la transmisión de WWE Network en el Reino Unido.
A partir de enero del 2015, WWE Network ya no transmite Main Event, debido a la llegada de este canal al Reino Unido. En estos países, Sky Sports es el único autorizado a transmitir Main Event, por lo tanto, WWE tuvo que sacar Main Event de la programación de WWE Network para no tener ningún problema con esta cadena.

## Temas musicales
1. 3 de octubre de 2012 - 29 de enero de 2014: Shinedown - Diamond Eyes (Boom-Lay Boom-Lay Boom)
2. 5 de febrero de 2014-presente: CFO$ - "On My Own»